# 베레 버드
베레 코론월 버드(Vere Cornwall Bird, 1909년 12월 9일~1999년 6월 28일)는 앤티가 바부다의 정치가이다. 베레 버드는 앤티가 바부다의 독립을 지도하였던 인물 중 하나였다.

## 생애
버드는 1909년 세인트존스에서 태어났다. 그는 집안 형편이 어려워 초등교육 까지만 받았고, 청소년기에 구세군(Salvation Army)에 들어간 뒤, 2년간 구세군 장교로 활동하였다.

## 정치가가 되어서
1939년 1월 16일 앤티가 무역 노동조합(Antigua Trades and Labour Union) 상담역으로 선출되어 열악한 노동조건에서 일하는 노동자들의 투쟁을 이끌었으며, 1943년에서 1967년까지 앤티가 무역 노동조합의 조합장으로 일하였고, 1945년 트리니다드, 1946년 세인트 키츠에서 열린 카리브해 노동 조합 회의에 참석도 하였고, 1947년 서인도 연방의 창설을 결정한 몬테고 회의에도 참석하였다. 1960년 1월 11일 앤티가의 첫 번째 수석장관(Chief Minister)에 임명되었고, 이후 설탕산업에만 의존하던 나라의 경제를 관광산업을 비롯한 서비스 산업으로 대체하기 위해 노력하였다.

## 총리가 되다
- 1967년 ~ 1971년에 첫 번째 임기를, 1976년 ~ 1981년에는 두 번째로 총리를 지냈다.

## 앤티가 바부다의 독립 이후
- 1981년 11월 1일 앤티가바부다가 영국의 지배를 벗어나 독립국으로 독립하자 초대 총리로 임명되었다.
- 1984년과 1989년에 실시된 2번의 총선거에서 앤티가 노동당을 승리로 이끌었다.
- 1994년에, 그의 아들 레스터 버드(Lester Bird)가 정권을 계승하였다.
- 1999년 6월 28일 사망했다.

## 같이 보기
- 볼드윈 스펜서
- 레스터 버드
- 앤티가 바부다